# Szendrényi Éva
Szendrényi Éva (Budapest, 1961. július 14. –) magyar díszlet- és látványtervező, építőmérnök.

## Élete

### Tanulmányai
1975-1977 között Radnóti Miklós Gimnázium matematika-biológia tagozatán, 1977-1979 között a Szent István Gimnázium matematika tagozatán tanult. 1979-1984 között a Budapesti Műszaki Egyetem Szerkezet-építőmérnöki szakos hallgatója volt, 1983-1985 között Mérnöki Matematika Posztgraduális szakmérnöki végzettséget szerzett. 1985-1989 között a Színház- és Filmművészeti Egyetem Felsőfokú Színházi Műszaki Vezetőképző képzésén vett részt.

### Munkásság
1984-1989 között a Színháztechnika Kisszövetkezetnél dolgozott, ahol tevékenyen részt vett több színházépület felújítási munkálataiban (Szeged, Kecskemét, Kaposvár, Pécs, Veszprém stb.). 1989-1991 között a Madách Színház, 1991-1995 között az Állami Operaház szcenikusa volt. 1995-től szabadúszó díszlettervezőként tevékenykedik. 2011-től a Teatro Építész Műteremben dolgozik.
1991-1998 között, majd 2022-től ismét a Színház- és Filmművészeti Főiskola, 2002-2003 között a Képzőművészeti Egyetem, 2006-2009 között a Széchenyi István Egyetem oktatója volt.

### Családja
Férje Sándor János építész. Két gyermekükː Gergely (1998), Dániel(2001).

## Fontosabb díszlettervezési munkái
- Puccini: Turandot (Szegedi Nemzeti Színház, 1995)
- Boito: Mefistofele (Szegedi Nemzeti Színház, 1997)
- Rossini: Se villa, se borbély (Szegedi Nemzeti Színház, R: Kovalik Balázs, 1998)
- Verdi: Simon Boccanegra (debreceni Csokonai Színház 1999; Szegedi Nemzeti Színház, 2002)
- Puccini: Triptichon (Szegedi Nemzeti Színház, 2000)
- Verdi: Otello (Szegedi Nemzeti Színház, 2008)
- Rossini: Ory grófja (Szegedi Nemzeti Színház, 2009)
- Liszt: Don Sanche (Thália Színház, 2011)
- Mozart: Figaro házassága (Szombathely, Iseum, 2012)
- Wagner: A bolygó hollandi (Magyar Állami Operaház, 2013)
- Rameau: Hippolütosz és Aricia (Magyar Állami Operaház, 2013)
- Offenbach: Orfeusz az alvilágban (Müpa, 2015)
- Goldmark: Sába királynője (Erkel Színház, 2015)
- Bartók: A kékszakállú herceg vára (Sanghaj, 2016)
- Kodály: Háry János (Müpa, 2015)
- Offenbach: A rajnai sellők (Erkel Színház, 2018)
- Koppit-Yestonː Nine (Budapesti Operettszínház, 2021)
- Tamásiː Énekes madár (Győri Nemzeti Színház, 2022)
- Szikora-Lezsák: Az Ég tartja a Földet – Erzsébet, a szerelem szentje (Kecskeméti Katona József Színház, 2023)

## Belsőépítészeti munkásság
- 1995-1996 Papa Joe’s Steakhouse and Saloon, Sopron
- 1996-1997 Németh Szerelvénybolt, Korona üzletház,Csorna
- 1997 Komfort Centrum Üzletház, Győr
- 1997 Amadeus Férfiruházati bolt, Győr
- 1997 Balatonfüredi magánkúria
- 1997-1998 „Pálos ház”, Tihany
- 1999 Neusiedler Papírgyár,Szolnok,Vezérigazgatósági szekció
- 2000 Győr Önkormányzat Alpolgármesteri iroda
- 2000-2001 Széchenyi István Egyetem Győr Új tantermek, VIP terem Kétszintes épület belső
- 2007 Győr Önkormányzat Polgármesteri irodarendszer
- 2008 Győri Nemzeti Színház  Színészbüfé
- 2008-2009 Barátság Park Sportközpont
- 2008-2009 Richter Terem Győr  Foyer, Igazgatósági irodák
- 2012 FUTURA Science Centre Mosonmagyaróvár, Játéktér

## Kiállításai
- 1994 Színháztechnikai Kiállítás és Szakvásár  Bregenz, Svájc / Batik GmbH(Ausztria) és Guddland DigitalS.A. (Luxemburg) Cégek kiállítási standja
- 1995 Színháztechnikai Kiállítás és Szakvásár  Showtech 95, Berlin / Batik GmbH(Ausztria)és Guddland DigitalS.A.(Luxemburg) Cégek kiállítási standja
- 1996 Budapesti Nemzetközi Vásár Paszományárúgyár kiállítási standja
- 1997 Budapesti Nemzetközi Vásár  Foodapest Győri Keksz KFT kiállítási standja
- 1998 Budapesti Nemzetközi Vásár  Budapesti Divatnapok Megatex KFT kiállítási standja / Társtervezők: Martin Ilona, Sándor János, Nagy Rita

## Díjai
- Márk Tivadar-emlékplakett (2016)
- Ferenczy Noémi-díj (2022)